# Улица Александра Архипенко
Улица Александра Архипенко — улица в Оболонском районе Киева (жилой массив Оболонь). Проходит от Иорданской улицы до проспекта Владимира Ивасюка.

## История
Спроектирована в 60-х годах XX века, изначальное название — Стадионная (№ 6). С 1970 года была названа улица Мате Залки, в честь венгерского писателя и революционера Мате Залки. Застраивать улицу начали в 1972 году.
Постановлением мэра Киева от 19 февраля 2016 года улица переименована в честь американского скульптора и художника украинского происхождения, одного из основоположников кубизма в скульптуре Александра Архипенко.

## Примечательные сооружения
- Дом 3 — Библиотека имени Самеда Вургуна;
- Дом 3 — детская библиотека имени Олены (Елены) Пчилки;
- Дом 5 — культурный центр «Арт Братислава» (изначально кинотеатр «Братислава», открыт в 1976, в 2020 реконструирован [1]).